# Bitdefender Antivirus
Bitdefender Antivirus Plus ist ein Antivirenprogramm der rumänischen IT-Firma Bitdefender. Es wurde primär für Computer mit Windows und Mac OS entwickelt und soll Benutzer vor Malware schützen.

## Funktionen
Bitdefender Antivirus Plus besitzt Active Virus Control, einen Autopiloten, Safepay, Erkennung und Entfernung von Viren, Trojanern, Würmern, Spyware, Adware, Keyloggern, Auto-Dialern, Privatsphärenschutz, Phishing-Schutz, Suchberater, Remote-Verwaltung sowie Erkennung und Entfernung von Rootkits. Des Weiteren erhält Bitdefender Antivirus Plus automatische Echtzeitupdates.
Laut Bitdefender ermöglicht die Active Virus Control Benutzern von Bitdefender Antivirus Plus das Erkennen von Schadsoftware in Echtzeit.
Zudem scannt es eingehenden Instant-Messenger-Verkehr, E-Mail-Verkehr und untersucht automatisch angeschlossene USB-Speichermedien.
Im Programm inbegriffen ist zudem ein kostenloser technischer Support, Schutz in sozialen Netzwerken und gratis Programm Upgrades innerhalb des bezahlten Abonnements. Bitdefender bietet derzeit  Jahres-, Zweijahres- und Dreijahres-Abonnements an.

## Testergebnisse
Im Test von AV-Comparitives wurde Bitdefender Antivirus Plus als bestes Antivirusprogramm im November 2012 ausgezeichnet. Dabei wurden über 20 bekannte Security-Suiten durch hunderte URL-Aufrufe getestet.
In Sicherheitstests entfernte Bitdefender Antivirus Plus bis zu 100 % der nicht komprimierten Schadsoftware.

## Einschränkungen
Bitdefender Antivirus Plus fehlen einige Funktionen die Bitdefender Internet Security besitzt. Diese Funktionen sind ein Firewallfilter, Jugendschutz, Datenschredder und der Cloud-Spam-Schutz.
Ebenso ist Bitdefender wie viele seiner Konkurrenten inkompatibel mit anderer Anti-Virus und Anti-Spyware Software.

## Macintosh-Versionen
Die Macintosh-Version von Bitdefender Antivirus Plus läuft auf allen auf dem Intel-Prozessor basierten Rechnern mit Mac OS X Leopard. Bitdefender stellt zusätzlich die App Bitdefender Mechanic gratis zur Verfügung. Laut Bitdefender besitzt diese App die Funktionen Privatsphärenschutz, Speicherreinigung und Programmupdate-Erinnerungen.
Bitdefender Antivirus Plus für Mac scannt auch freigegebene Ordner von Windows-Nutzern mithilfe eines sogenannten Proaktiv-Scans.